# Je veux y croire
I See the Light
Je veux y croire (I See the Light en version originale) est une chanson écrite par le compositeur Alan Menken et le parolier Glenn Slater pour le long métrage d'animation des studios Disney Raiponce, sorti en 2010. Ce duo a été enregistré dans sa version originale par l'artiste américaine Mandy Moore et l'acteur américain Zachary Levi qui interprètent respectivement dans le film les personnages principaux Raiponce et Flynn Rider.

## Adaptation française
La version française de la chanson, interprétée par Maeva Méline (Raiponce) et Emmanuel Dahl (Flynn Rider) a été adaptée par Houria Belhadji.

## Récompenses et nominations
La chanson a remporté de nombreux prix et distinctions. Elle a été nommée à l'Oscar de la meilleure chanson originale et à la 68e cérémonie des Golden Globes, en 2011. La chanson a remporté le Critics Las Vegas Film Society Award et un Grammy Award. Depuis sa sortie, la chanson a été reprise par plusieurs artistes dont David Harris et Lucy Durack et la chanteuse classique Jackie Evancho.